# 2019 OK

Órbita do asteroide 2019 OK ao redor do Sol entre 2017 e 2022, o ponto rosa representa o asteroide, o azul claro representa Mercúrio, o verde claro representa Vênus e o azul escuro representa a Terra.

2019 OK é um asteroide próximo à terra que foi descoberto no dia 25 de julho de 2019 horas antes de um sobrevoo na Terra. Estima-se que tenha de 57 a 130 metros de comprimento. É o asteroide deste tamanho mais próximo da Terra descoberto em 2019. É incomum que os asteroides deste tamanho passem a 100 000 km da Terra, algo que preocupou cientistas, principalmente devido ao seu tamanho, sendo este suficientemente grande para destruir uma cidade.

## Descoberta
A primeira detecção válida ocorreu em 24 de julho de 2019, quando estava a 0,01 UA (1 500 000 km) da Terra e teve uma magnitude aparente de 14,7. A lua cheia em 16 de julho de 2019 desacelerou a taxa de descoberta em meados de julho e por isso o asteroide só foi descoberto horas antes de seu sobrevoo na Terra.O asteroide foi detectado pelos brasileiros Cristóvão Jacques, Eduardo Pimentel e João Ribeiro no Observatório SONEAR quando estava muito próximo da oposição (oposto ao Sol no céu) com um alongamento solar de 170 graus. Foi posteriormente listado na Página de Confirmação de Objetos Próximos ao Planeta Terra do Minor Planet Center (NEOCP) como S511618. A listagem foi confirmada e anunciada publicamente como 2019 OK (o número se deve ao ano em que foi descoberto) com três horas restantes antes da aproximação de 25 de julho de 2019. Várias circunstâncias impediram uma descoberta anterior, apesar dos esforços para caçar continuamente esses objetos. Sua aparição anterior não foi perdida no brilho do Sol, mas não foi favorável para os instrumentos de pesquisa localizados no hemisfério norte, devido à sua direção celestial na Constelação de Capricórnio e a lua brilhante. O telescópio Pan-STARRS 1 registrou uma imagem de 2019 do dia 28 de junho, quando estava a 0,39 UA (58 000 000 km) da Terra e tinha uma magnitude aparente de 22,9. A análise automática não detectou o objeto na imagem do Pan-STARRS porque o objeto era muito fraco. O telescópio Pan-STARRS 1 novamente viu o objeto em 7 de julho de 2019, quando o objeto estava mais brilhante com magnitude 21,2. No entanto, como estava se movendo diretamente em direção ao observador, seu movimento aparente era extremamente lento, com uma taxa de 0,01 graus / dia, e não era reconhecido como um objeto em movimento.

## Orbita e Classificação
O 2019 OK faz parte da Família Flora, uma família gigante de asteroides, sendo a família com maior número de asteroides rochosos no cinturão principal. Sua distancia em relação do sol varia de 0,5 a 3,4 UA durante sua orbita que leva 993 dias. Sua órbita tem uma  excentricidade de 0,76 e uma inclinação de 1 ° em relação à eclíptica.

## Aproximação da Terra em 2019
Em 25 de julho de 2019, às 01h22 UTC, teve sua aproximação mais próxima da Terra, quando passou cerca de 0,00047697 UA (71 354 km) - a menos de um quinto da distância até a Lua.  Sua velocidade foi de aproximadamente 88 500 quilômetros por hora.